# 俵星玄蕃 (曲)
俵星玄蕃（たわらぼしげんば）は、三波春夫のシングル及び楽曲。1964年4月発売。「長編歌謡浪曲」というジャンルの代表的な一曲。正式名称は「長編歌謡浪曲 元禄名槍譜 俵星玄蕃」である。

## 概要
作詞は北村桃児（三波自身のペンネーム）。作曲は長津義司。
「忠臣蔵」（赤穂事件）に絡んだ架空の人物である俵星玄蕃を主人公とした曲。三波は歌手になる前は浪曲師であったが、戦前に全盛期を終えた浪曲の良いところを残したいと願い、長い浪曲をコンパクトにまとめて短くし楽しんでもらおうと「長編歌謡浪曲」というジャンルを確立し、多数の作品を自ら作詞・作曲してリリースしており、「俵星玄蕃」はその代表作。歌謡曲の部分、浪曲では啖呵と名付けられているセリフの部分、浪曲の節の部分、といった構成で成り立っている。
一つのストーリーを1曲にまとめてはいるが、全てを歌いきるのに8 - 9分を要する（一般的な歌謡曲なら2曲分の長さである）ため、時間が限られるテレビ出演時などには主に浪曲部分をカットして歌うこともあった。
三波自身は迫力ある所作で演じていた。また現在でも、日本舞踊の題材として用いられることがある。2011年6月にリリースされた三波春夫のボックス入りのCDセット「終り無き歌藝の道」には、実娘の三波美夕紀がこの「俵星玄蕃」ほか9曲を振付して踊っているDVDが入っている。
三波盤の累計売上は150万枚。
三波は1964年の『第15回NHK紅白歌合戦』に出場した時にはその年を締め括る大トリとして本楽曲を歌唱した。また、1999年の『第50回NHK紅白歌合戦』に生涯最後の紅白出場を果たした際にもこの曲を歌唱した。1999年・第50回に出場した際には、当時76歳だった三波のこの時の歌唱が、60年に及ぶ歌芸の集大成とも評された。
先述の通り、本曲は多様な素養を必要とする曲で、かつ歌詞も長大であるため、歌いこなすには相応の高いレベルが求められる。現在は演歌歌手の島津亜矢、山内惠介、三山ひろしらがレパートリーとしている。
変わったところでは、落語家の柳亭市馬が持ちネタの一つとしており、CDまで発売している。俳優の風間杜夫も、多年にわたり自分の公演で派手な和服を着て歌っている。

## 収録曲
1964年盤（テイチク SS-26）
1. 元禄名槍譜 俵星玄蕃
2. 権八忍び笠
3. 元禄名槍譜 俵星玄蕃（台詞入り）

1992年盤
1. 俵星玄蕃（B.S.T.ラップ・ミックス）
2. 世界の国からこんにちは（イージー・ゴーイング・レゲエ）
3. 俵星玄蕃（カラオケ）
4. 世界の国からこんにちは（カラオケ）

1997年盤
1. 元禄名槍譜 俵星玄蕃
2. 元禄名槍譜 俵星玄蕃（カラオケ）

2008年盤
1. 元禄名槍譜 俵星玄蕃
2. 豪商一代 紀伊国屋文左衛門
3. 元禄名槍譜 俵星玄蕃（カラオケ）
4. 豪商一代 紀伊国屋文左衛門（カラオケ）

## カバー
- 真山一郎（1994年発売、シングル）
- 島津亜矢（2002年発売のカバーアルバム『日本のうた』、2003年発売のカバーアルバム『亜矢・三波春夫を唄う』などに収録）
- 柳亭市馬（2008年発売のシングル『山のあな あな ねぇあなた』に収録）
- 山内惠介（2010年発売のDVD『あしたへ一歩』2011年発売のDVD『あなたとの誓い』に収録）
- 三山ひろし（2013年発売のCD『歌い継ぐ！昭和の流行歌Ⅳ』に収録）